# Tim Roth

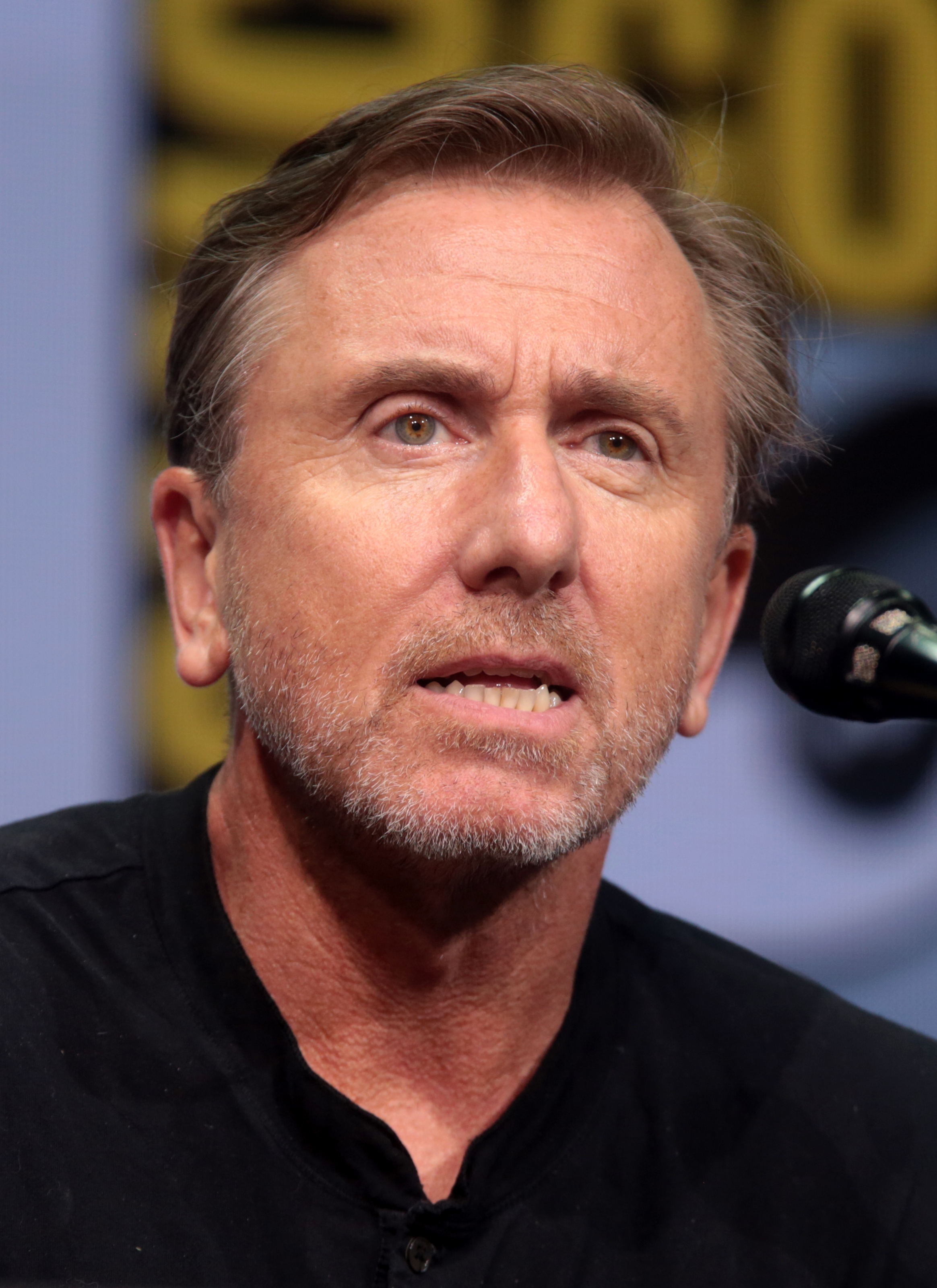
Tim Roth bei der Comic-Con in San Diego (2017)

Tim Roth (* 14. Mai 1961 in London als Timothy Simon Roth) ist ein britischer Schauspieler und Filmregisseur.

## Leben
Tim Roth ist der Sohn eines Journalisten sowie einer Lehrerin und Malerin. Sein Vater trug ursprünglich den Familiennamen Smith, ließ diesen aber bereits 1944 in Roth ändern. Tim Roth besuchte zunächst das Camberwell College of Art, um Bildhauerei zu studieren. Doch dann beschloss Roth, Schauspieler zu werden. Trotz fehlender Ausbildung bekam er schon bald Rollen an diversen englischen Theatern.
Seine erste Fernsehrolle hatte er 1983 in der Rolle des jugendlichen Skinheads Trevor in Made in Britain, sein Kinodebüt gab er 1984 in The Hit. 1989 spielte er in Robert Altmans Drama Vincent und Theo den Maler Vincent van Gogh.
1990 zog er nach Los Angeles. Seine mürrische und introvertierte Art der Darstellung wurde schnell zu seinem Markenzeichen. 1991 wurde Roth von Quentin Tarantino für dessen Regiedebüt Reservoir Dogs besetzt, das ihn international bekannt machte. Mit dem Kultfilm Pulp Fiction, dem Episodenfilm Four Rooms und dem Western The Hateful Eight kam es zu drei weiteren Zusammenarbeiten der beiden. Mit Once Upon a Time in Hollywood die insgesamt Fünfte. Seine Rolle wurde allerdings aus der Kinofassung herausgeschnitten. Weitere große Erfolge hatte er mit Gridlock’d – Voll drauf!, Woody Allens Alle sagen: I love you, Vatel und Planet der Affen. 1999 gab er mit dem Inzest-Drama The War Zone sein Regie-Debüt. 1996 erhielt er für Rob Roy eine Oscar-Nominierung als bester Nebendarsteller. Von 2009 bis 2011 war er in einer Hauptrolle in der Fox-Serie Lie to Me zu sehen. 2012 wurde er bei den 65. Filmfestspielen von Cannes als Jurypräsident der Reihe Un Certain Regard präsentiert.
Tim Roth ist seit 1993 mit Nikki Butler verheiratet. Aus der Verbindung gingen zwei Söhne hervor, von denen der jüngere, der Musiker und Komponist Cormac Roth (1996–2022), am 16. Oktober 2022 im Alter von 25 Jahren an den Folgen eines Keimzelltumors starb. Aus erster Ehe mit der Schauspielerin Lori Baker hat Roth einen weiteren Sohn.

## Filmografie (Auswahl)
- 1983: Made in Britain

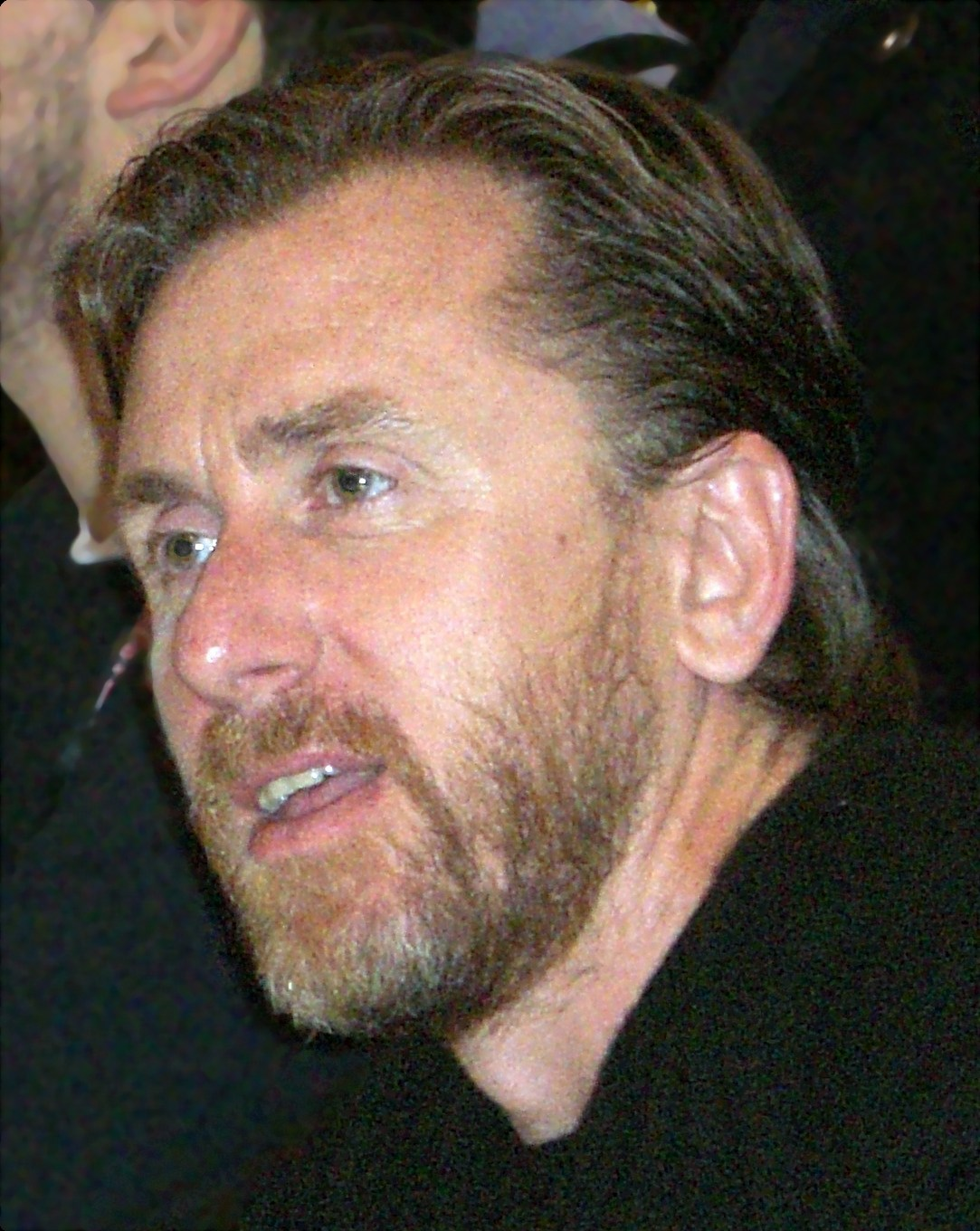
Tim Roth (2008)

- 1983: Not Necessarily the News (Fernsehserie, Folge 1x06)
- 1984: Meantime
- 1984: The Hit
- 1984: Return to Waterloo
- 1985: Mord mit doppeltem Boden
- 1987: Metamorphosis
- 1988: Zwei Welten (A World Apart)
- 1988: Der Priestermord (To Kill a Priest)
- 1989: Der Koch, der Dieb, seine Frau und ihr Liebhaber (The Cook, the Thief, his Wife & her Lover)
- 1990: Vincent und Theo (Vincent & Theo)
- 1990: Rosenkranz & Güldenstern (Rosencrantz & Guildenstern Are Dead)
- 1991: Geschichten aus der Gruft (Tales from the Crypt, Fernsehserie, Folge 3x08)
- 1992: Reservoir Dogs – Wilde Hunde (Reservoir Dogs)
- 1993: Heart of Darkness (Fernsehfilm)
- 1993: Murder in the Heartland (Miniserie)
- 1994: Captives – Gefangen (Captives)
- 1994: Pulp Fiction
- 1994: Bodies, Rest & Motion
- 1994: Little Odessa
- 1995: Four Rooms
- 1995: Rob Roy
- 1996: Unter Brüdern (No Way Home)
- 1997: Harlem, N.Y.C. – Der Preis der Macht (Hoodlum)
- 1997: Gridlock’d – Voll drauf! (Gridlock’d)
- 1997: Alle sagen: I love you (Everyone Says I Love You)
- 1998: Scharfe Täuschung (Deceiver)
- 1999: Die Legende vom Ozeanpianisten (La Leggenda del pianista sull’oceano)
- 1999: The War Zone
- 2000: The Million Dollar Hotel
- 2000: Lucky Numbers
- 2000: Vatel
- 2001: Invincible – Unbesiegbar (Invincible)
- 2001: The Musketeer
- 2001: Planet der Affen (Planet of the Apes)
- 2002: Ohne jeden Ausweg (Emmett’s Mark)
- 2003: To Kill a King
- 2004: Nouvelle-France (New France)
- 2004: Silver City
- 2005: Don’t Come Knocking
- 2005: Dark Water – Dunkle Wasser (Dark Water)
- 2005: The Last Sign
- 2006: Tsunami – Die Killerwelle (Tsunami: The Aftermath)
- 2006: Tödlicher Einsatz (Even Money)
- 2007: Funny Games U.S.
- 2007: Jugend ohne Jugend (Youth Without Youth)
- 2007: Virgin Territory
- 2008: Der unglaubliche Hulk (The Incredible Hulk)
- 2009: Der Seewolf (Sea Wolf)
- 2009: Skellig
- 2009–2011: Lie to Me (Fernsehserie, 48 Folgen)
- 2010: Pete Smalls Is Dead
- 2012: Broken
- 2012: Arbitrage – Macht ist das beste Alibi (Arbitrage)
- 2012: Last Hitman – 24 Stunden in der Hölle (The Liability)
- 2013: Die Möbius-Affäre (Möbius)
- 2014: Klondike (Miniserie, 6 Folgen)
- 2014: Grace of Monaco
- 2014: United Passions
- 2014: Selma
- 2015: Chronic
- 2015: 600 Millas
- 2015: Hardcore (Hardcore Henry)
- 2015: Mr. Right
- 2015: The Hateful Eight
- 2015: The Jesuit
- 2016: Rillington Place – Der Böse (Rillington Place, Miniserie, 3 Folgen)
- 2017: Twin Peaks (Fernsehserie, 5 Folgen)
- 2017–2020: Tin Star (Fernsehserie, 25 Folgen)
- 2018: The Con Is On
- 2018: Padre (The Padre)
- 2019: Luce
- 2019: The Song of Names
- 2021: The Misfits – Die Meisterdiebe (The Misfits)
- 2021: Bergman Island
- 2021: Shang-Chi and the Legend of the Ten Rings
- 2021: Sundown – Geheimnisse in Acapulco (Sundown)
- 2022: Punch
- 2022: Resurrection
- 2022: She-Hulk: Die Anwältin (She-Hulk: Attorney at Law, Miniserie, 4 Folgen)
- 2023: Tiny Beautiful Things (Miniserie)
- 2024: Poison – Eine Liebesgeschichte (Poison)
- 2025: Tornado